# Eerste klasse 1956-57 (basketbal België)
Het seizoen 1956-1957 was de 10e editie van de hoogste basketbalcompetitie. Royal IV behaalde een vierde landstitel, met amper 1 verliespunt . Het Antwerpse Ontspanning en Canter Schaarbeek waren de nieuwkomers
|  |    |                            | P  | W  | V  | D | Ptn |
|  | -- | -------------------------- | -- | -- | -- | - | --- |
|  | 1  | Royal IV                   | 22 | 21 | 0  | 1 | 43  |
|  | 2  | Antwerpse BBC              | 22 | 20 | 2  | 0 | 40  |
|  | 3  | BBC Hellas                 | 22 | 17 | 5  | 0 | 34  |
|  | 4  | Amicale Sportive Bruxelles | 22 | 13 | 9  | 0 | 26  |
|  | 5  | Bavi Vilvoorde             | 22 | 10 | 12 | 0 | 20  |
|  | 6  | Union SG                   | 22 | 9  | 13 | 0 | 18  |
|  | 7  | Fresh Air                  | 22 | 9  | 13 | 0 | 18  |
|  | 8  | Semailles                  | 22 | 9  | 13 | 0 | 18  |
|  | 9  | Racing CB                  | 22 | 8  | 13 | 1 | 17  |
|  | 10 | Pinguins BBC               | 22 | 6  | 16 | 0 | 12  |
|  | 11 | Canter Schaarbeek          | 22 | 6  | 16 | 0 | 12  |
|  | 12 | Ontspanning BBC            | 22 | 3  | 19 | 0 | 6   |

1928 · 1929 · 1930 · 1931 · 1932 · 1933 · 1934 · 1935 · 1936 · 1937 · 1938 · 1939 · 1940 · 1941 · 1942 · 1943 · 1944 · 1945 · 1946 · 1947 · 1948 · 1949 · 1950 · 1951 · 1952 · 1953 · 1954 · 1955 · 1956 · 1957 · 1958 · 1959 · 1960 · 1961 · 1962 · 1963 · 1964 · 1965 · 1966 · 1967 · 1968 · 1969 · 1970 · 1971 · 1972 · 1973 · 1974 · 1975 · 1976 · 1977 · 1978 · 1979 · 1980 · 1981 · 1982 · 1983 · 1984 · 1985 · 1986 · 1987 · 1988 · 1989 · 1990 · 1991 · 1992 · 1993 · 1994 · 1995 · 1996 · 1997 · 1998 · 1999 · 2000 · 2001 · 2002 · 2003 · 2004 · 2005 · 2006 · 2007 · 2008 · 2009 · 2010 · 2011 · 2012 · 2013 · 2014 · 2015 · 2016 · 2017 · 2018 · 2019 · 2020 · 2021